# 傅熊
傅熊（德語：Bernhard Fuehrer，1960年—），漢學、語文學學者，原籍奧地利。1990年畢業於國立臺灣大學中文系，1994年獲維也納大學博士學位，後曾任教於魯爾大學、倫敦大學亞非學院（SOAS）中國及亞洲內陸語言文化系。曾多次受邀至臺灣大學、政治大學、香港中文大學、華東師範大學、北京大學、北京外國語大學、成均館大學、名古屋大學等校擔任訪問學人。

## 著作
- 主講︰《王夢鷗教授學術講座演講集2007》（臺北：國立政治大學中國文學系，2009年）
- 王艷、儒丹墨（Daniel-Maurice Rubis）譯︰《忘與亡︰奧地利漢學史》（上海：華東師範大學出版社，2011年）